# Пажитниця жорстка
Пажитниця жорстка (Lolium rigidum Gaudin) — вид рослин родини тонконогові (Poaceae). лат. rigidum — «жорсткий».

## Опис
Однорічна зеленувата рослина. Стебла до 120 см, жолобчасті, голі. Колоски (4,5) 7-20 мм, еліптичні або ланцетні. Цвіте з березня по серпень.
Використовується як постійна складова пасовищ.

## Поширення
Північна Африка: Алжир; Єгипет; Лівія; Марокко; Туніс. Азія: Кувейт; Афганістан; Єгипет — Синай; Іран; Ірак; Ізраїль; Йорданія; Ліван; Сирія; Туреччина; Туркменістан; Узбекистан; Індія — Джамму і Кашмір; Пакистан. Кавказ: Вірменія; Азербайджан; Грузія; Росія — Передкавказзя, Дагестан. Європа: Швейцарія; Україна [вкл. Крим]; Албанія; Болгарія; Хорватія; Греція [вкл. Крит]; Італія [вкл. Сардинія, Сицилія]; Сербія; Словенія; Франція [вкл. Корсика]; Португалія [вкл. Мадейра]; Іспанія. Натуралізований в деяких інших країнах. Населяє пасовища і луки.

## Галерея

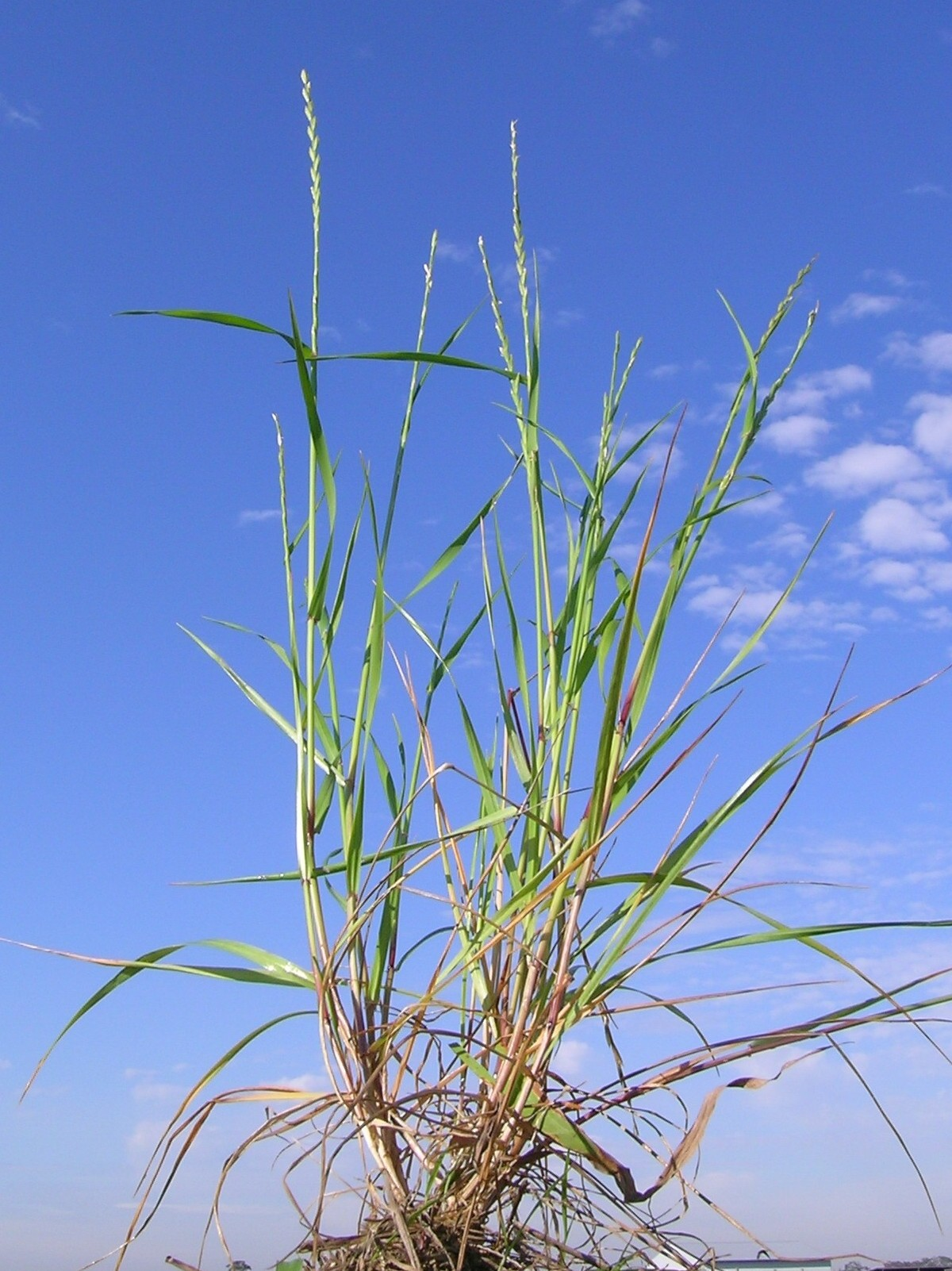
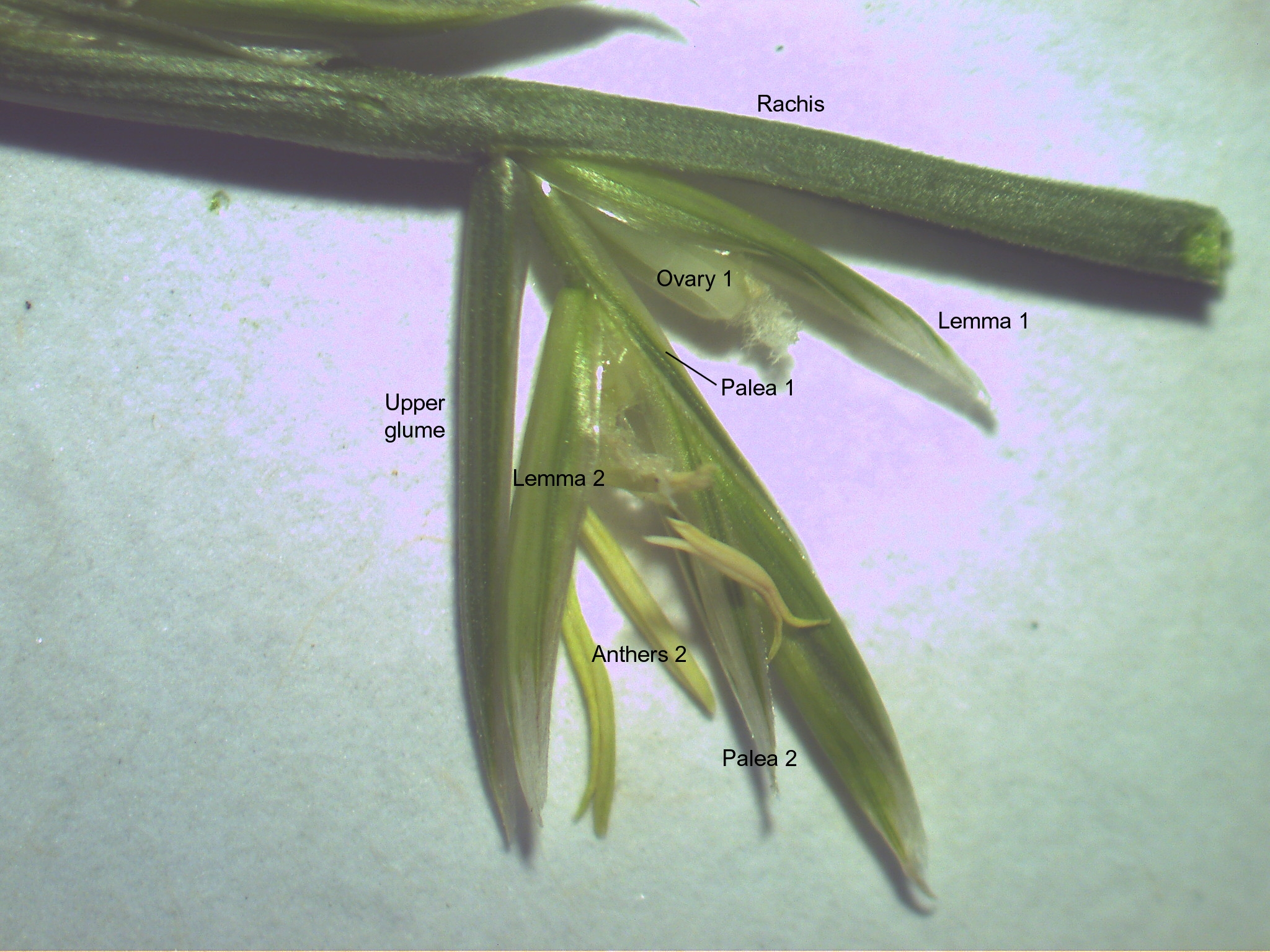
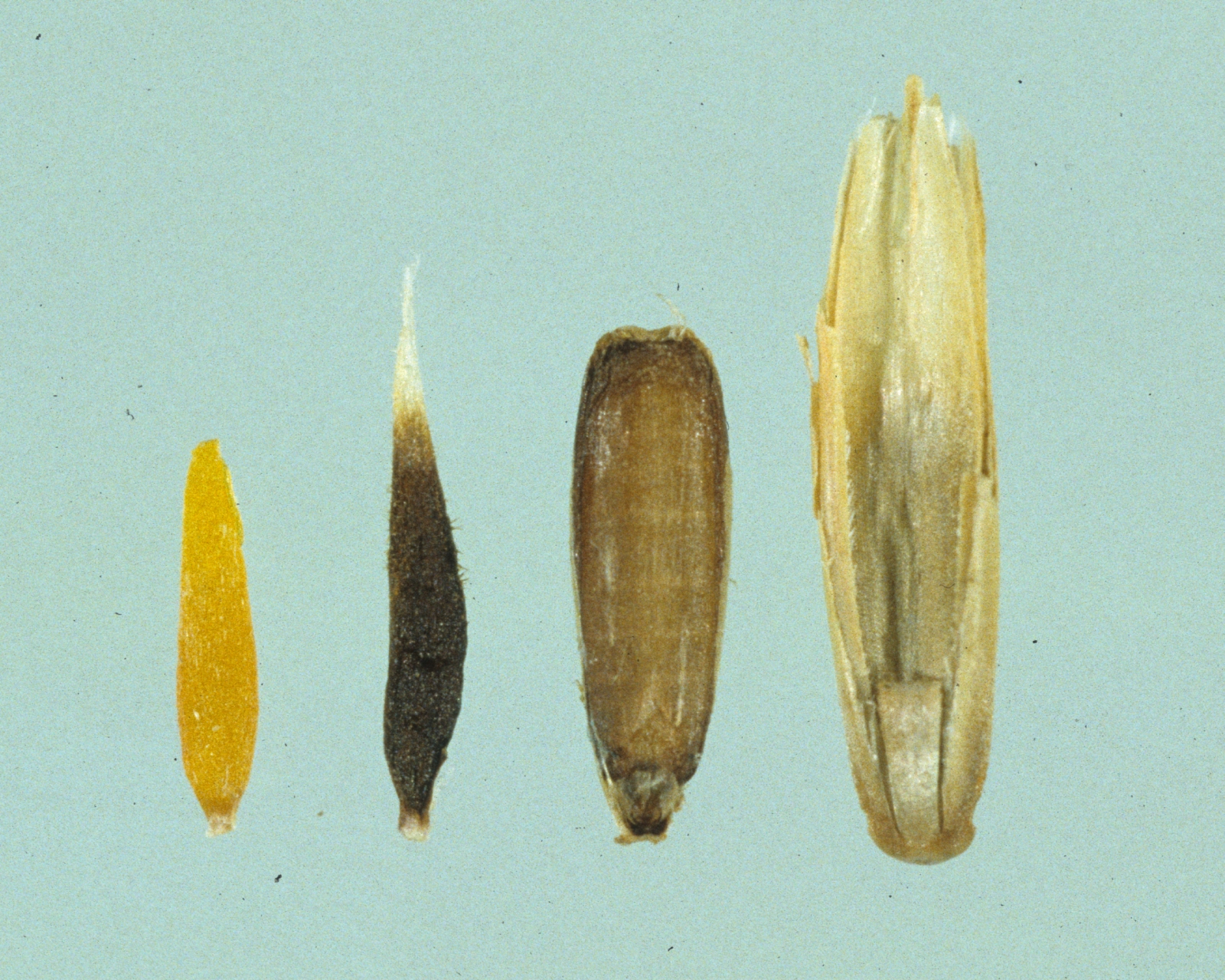